# Gälmaskmollusker
Gälmaskmollusker (Caudofoveata) är en klass av blötdjur. Gälmaskmollusker ingår i fylumet blötdjur och riket djur.

## Bildgalleri

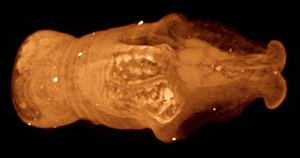